# Bravia (thương hiệu)
BRAVIA là một thương hiệu của Sony Visual Products Inc., một công ty con thuộc sở hữu của Sony Corporation và được sử dụng cho các sản phẩm truyền hình của hãng. Từ viết tắt của nó là "Best Resolution Audio Visual Integrated Arch architecture". Tất cả các TV LCD màn hình phẳng độ nét cao của Sony ở Bắc Mỹ đã mang logo BRAVIA từ năm 2005. BRAVIA thay thế "LCD WEGA" mà Sony đã từng sử dụng cho TV LCD đến mùa hè năm 2005 (những hình ảnh quảng cáo đầu tiên của TV BRAVIA vẫn mang chữ WEGA). Tivi Bravia và các bộ phận của chúng được sản xuất tại các nhà máy của Sony ở México, Nhật Bản và Slovakia cho các khu vực tương ứng và cũng được lắp ráp từ các linh kiện nhập khẩu ở Brazil, Tây Ban Nha, Trung Quốc, Malaysia và Ecuador. Các sản phẩm BRAVIA chủ yếu thiết kế tại các cơ sở nghiên cứu của Sony tại Nhật Bản, tại Sony de Mexico ở Baja California, México và tại cơ sở Sony châu Âu ở Nitra, Slovakia.
Thương hiệu này cũng được sử dụng trên điện thoại di động ở thị trường Bắc Mỹ, Nhật Bản và châu Âu.
Vào năm 2014, trong một phần kế hoạch của chủ tịch tập đoàn - Hirai Kazuo giúp Sony phát triển, BRAVIA trở thành một công ty con thay vì chỉ là một thương hiệu sản phẩm.
Tháng 5 năm 2015, Sony ra mắt dòng sản phẩm truyền hình Android BRAVIA đầu tiên, cho phép người dùng dễ dàng truy cập nội dung từ các dịch vụ như YouTube, Netflix và Hulu cũng như cài đặt ứng dụng và trò chơi từ Google Play Store. Đáng chú ý đây là TV Android đầu tiên. Android TV trên TV Sony hiện được tích hợp với Google Assistant để kiểm soát tự động hóa và ra lệnh bằng giọng nói.
Tháng 9 năm 2016, Sony thông báo rằng TV đời cũ hơn 2012 sẽ mất quyền truy cập vào YouTube.
Sony giới thiệu TV OLED dưới thương hiệu BRAVIA, được đặt tên là A1E vào tháng 01 năm 2017  với bộ xử lý X1 Extreme. AF8 là TV OLED tiếp theo được Sony giới thiệu tại CES 2018. Tại IFA 2018, A9F đã được hé lộ. Giống như các TV khác của Sony, TV OLED cũng có TV Android.

## Dòng sản phẩm

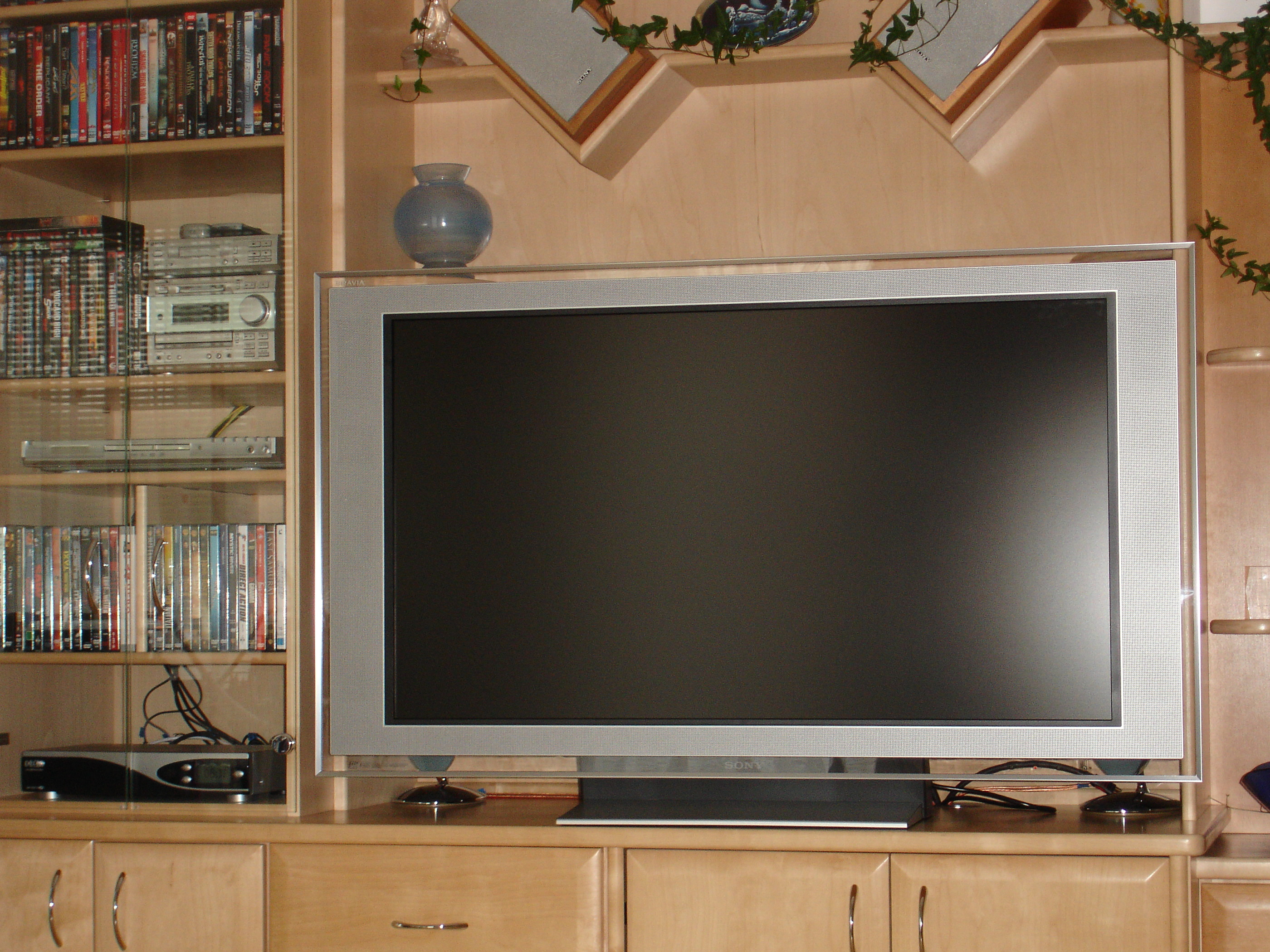
TVLCD BRAVIA KDL-46X2000.

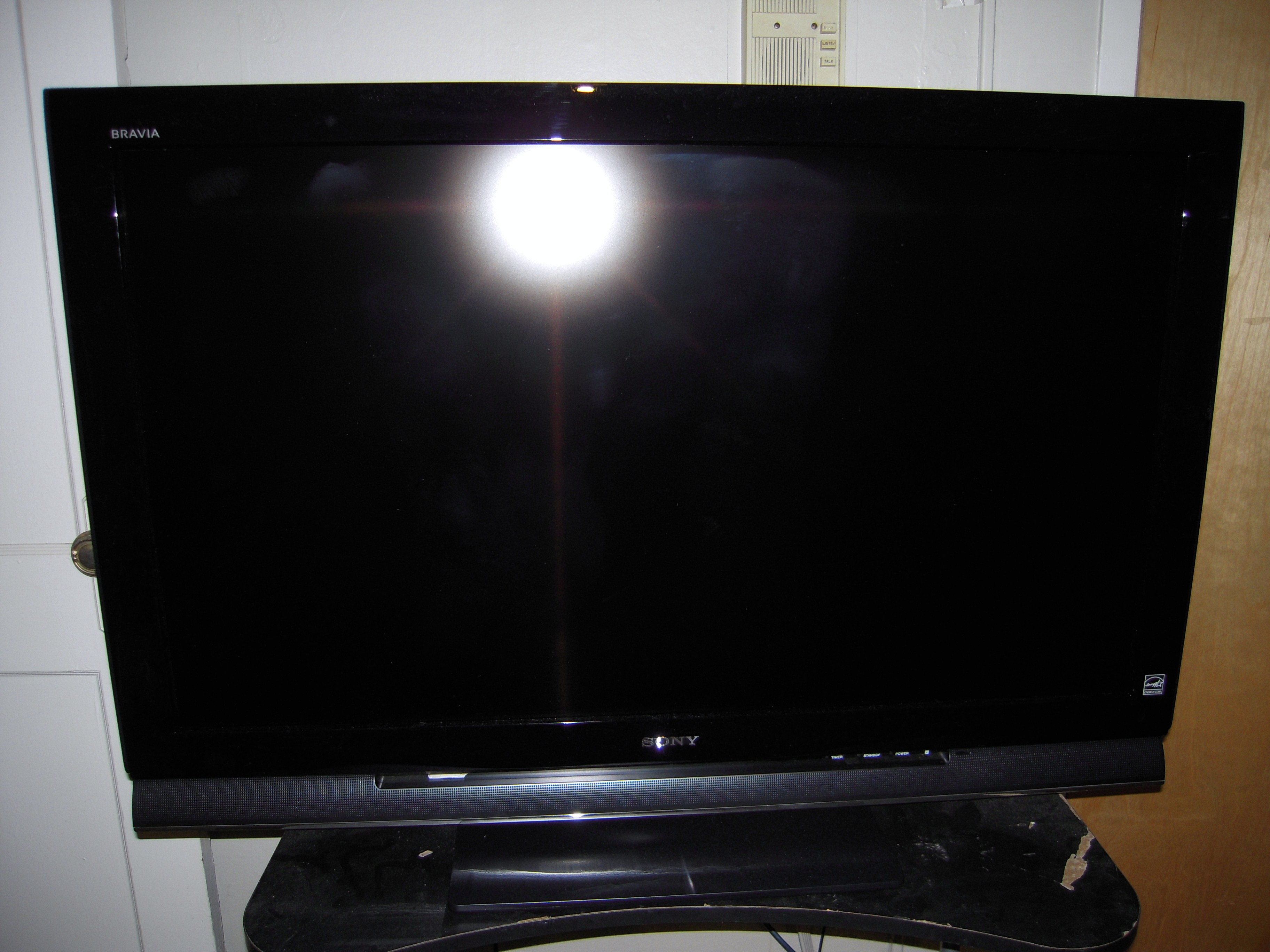
HDTV dòng BRAVIA của Sony

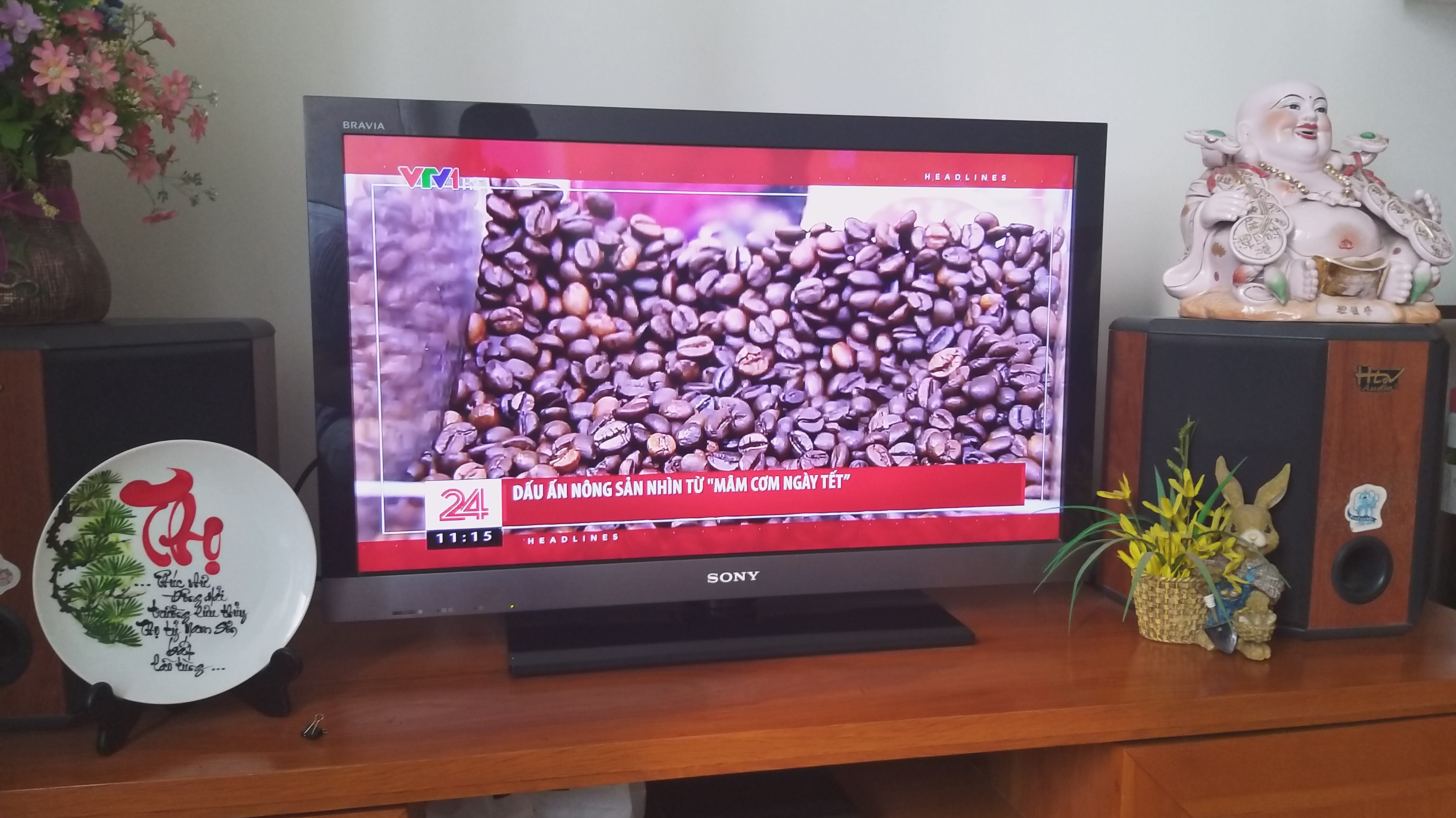
TV LCD BRAVIA 32CX520 (2011) (Chụp ngày 3 tháng 2 năm 2022 - lúc 11h16 (đang phát sóng Chuyển động 24h)

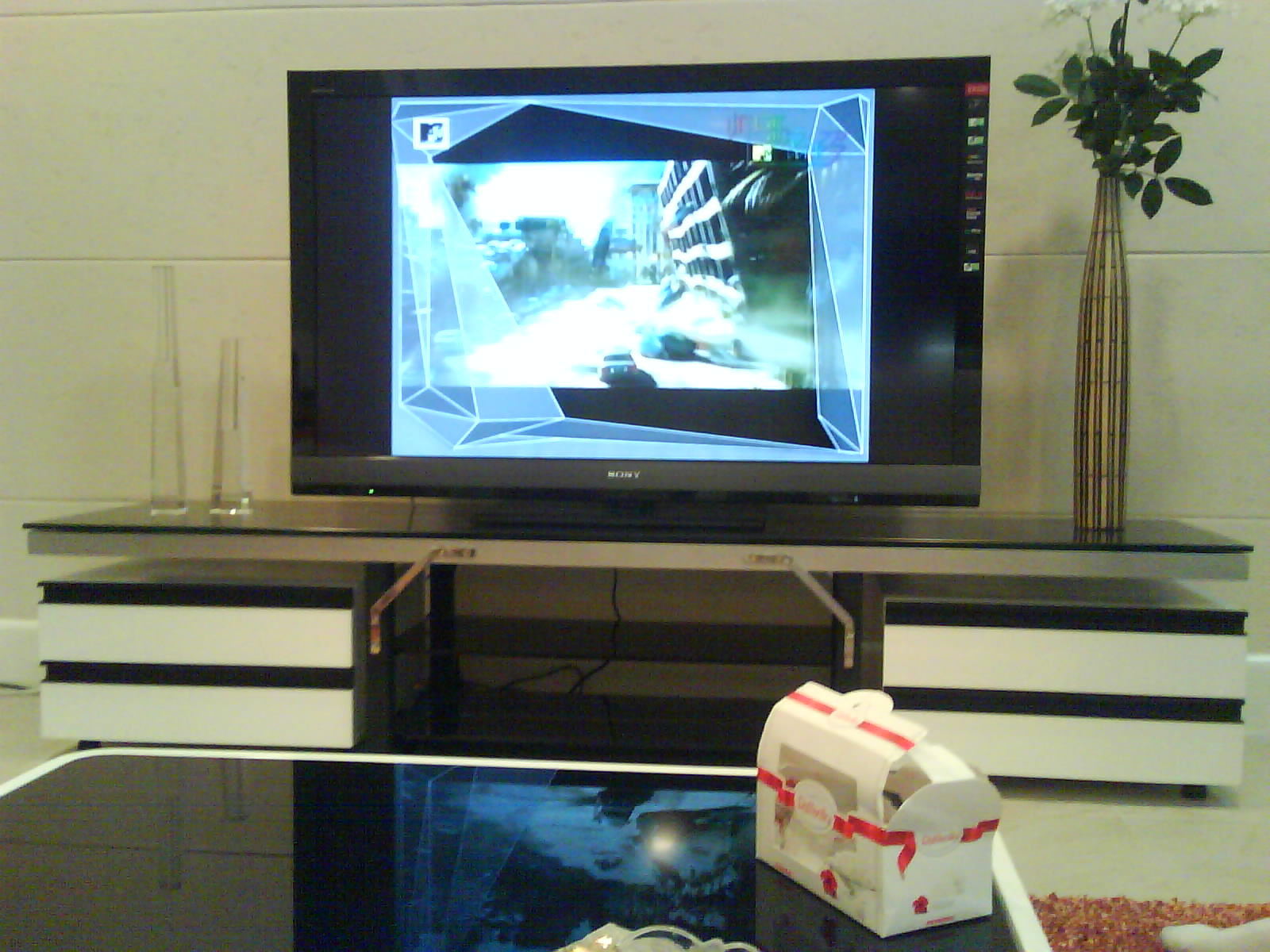

### Phụ kiện
Tháng 4 năm 2007, Sony ra mắt BRAVIA TDM-IP1, một đế cắm cho phép phát âm thanh và video được lưu trữ trên iPod của Apple trên TV model BRAVIA.
Các phụ kiện hiện tại có sẵn bao gồm Skype camera (CMUBR100) và adapter Wi-Fi (UWABR100).

### Sony Bravia Internet và Video TV
Sony Bravia Internet Video lần đầu tiên xuất hiện vào cuối năm 2009 trên dòng Bravia TV, sau có mặt trên các hệ thống Blu-ray và các hệ thống rạp hát tại nhà của Sony. Bravia Internet Video ban đầu được thiết kế xung quanh giao diện XMB của Sony và nó có một số đối tác truyền thông trực tuyến bao gồm: Amazon Video On Demand, YouTube, Yahoo!, Netflix và Sony Video (Qriocity). Năm 2011 ra mắt bản cải tiến của Bravia Internet Video, với giao diện được thiết kế lại và thêm ứng dụng Skype. Sony Bravia Internet TV là TV đầu tiên được tích hợp nền tảng Google TV, hiện chỉ có sẵn ở Hoa Kỳ, nó được kỳ vọng sẽ cách mạng hóa IPTV.
XBR8 là dòng Tivi LCD độ nét cao được phát hành vào thị trường Mỹ bắt đầu từ tháng 9 năm 2008.
Các model 46 và 55 inch của dòng XBR8 có hệ thống đèn nền LED RGB mà Sony gọi là Triluminos. Hệ thống đèn nền mới được tuyên bố là cung cấp phổ màu trung thực và cao hơn và cho phép dòng TV này thể hiện màu đen tốt hơn để cạnh tranh với các dòng Tivi plasma. Model này cũng đánh dấu sự ra mắt của bộ xử lý video mới của Sony, BRAVIA Engine 2 Pro. Tấm hiển thị sử dụng phương thức xử lý 10 bit và công nghệ MotionFlow 120Hz.
Dòng XBR8 có hai kích cỡ màn hình; 46 "(KDL-46XBR8)  được phát hành vào ngày 29 tháng 9 năm 2008. Mẫu thứ hai, 55" (KDL-55XBR8)  đã có sẵn để đặt hàng vào tháng 10 năm 2008 

### Green TV
Được bán tại Nhật Bản vào ngày 30 tháng 7 năm 2008, sản phẩm xanh của Sony, TV 32 inch màn hình phẳng mới với giá 150.000 yên (1.400 USD; 900 EUR) BRAVIA KDL-32JE1 mang đến cho người tiêu dùng sản phẩm thân thiện với môi trường - với mức tiêu thụ điện năng ít hơn 70% so với các dòng TV thông thường với chất lượng hình ảnh tương đương. Đối với người tiêu dùng phụ thuộc vào điện được tạo ra từ các nguồn phát thải carbon dioxide, nó sẽ giảm lượng khí thải carbon dioxide tổng cộng 79 kg (174 pounds) mỗi năm.

### Điện thoại di động
Sony sử dụng bộ xử lý hình ảnh BRAVIA trong các thiết bị di động cao cấp do Sony Mobile Communications sản xuất), bắt đầu với mẫu Xperia arc vào năm 2011. Các mẫu flagship tiếp theo trong dòng điện thoại thông minh của Sony như Xperia S và Xperia Z sử dụng các phiên bản nâng cao của bộ xử lý BRAVIA.

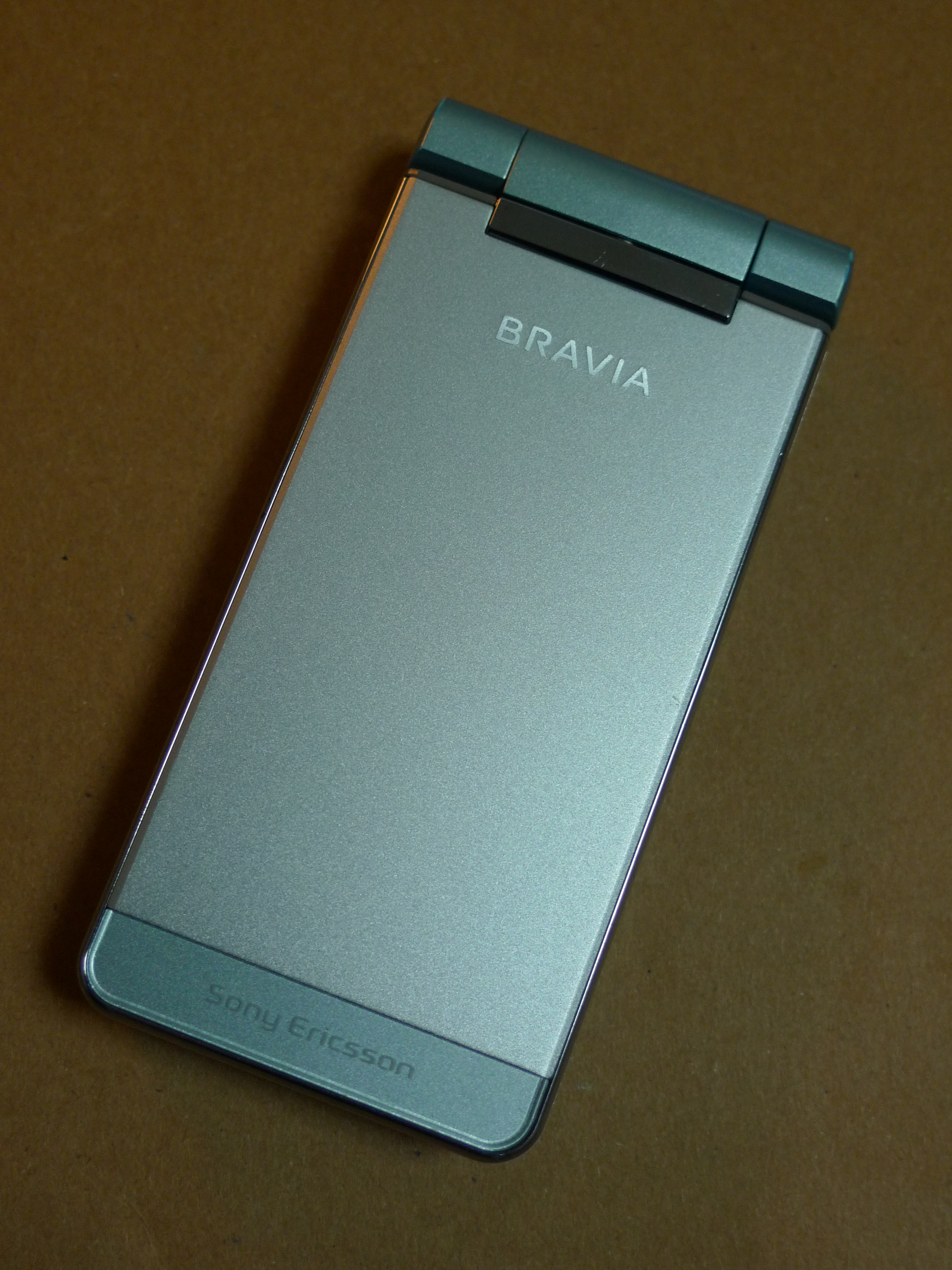
Điện thoại thông minh Sony Ericsson mang nhãn hiệu BRAVIA dành cho thị trường Nhật Bản (Docomo FOMA SO906i, phát hành năm 2008)